# 王匡 (王莽之子)
王匡（?—?），是中国新朝皇帝王莽的庶子。她的生母为王莽的妾增秩。王莽的妾室增秩、怀能、开明，和增秩的儿子王匡、女儿王曄，怀能的儿子王兴，开明的女儿王捷，都留在了新都国。地皇二年（21年），孝睦皇后和三子王安先后去世，王莽假托王安上表，请求这些弟弟妹妹到京城常安受封。王莽封王兴为功脩任，王匡为功建公，王晔为睦脩任，王捷为睦逮任。